# Два дні тривоги
«Два дні тривоги» (рос. «Два дня тревоги») — радянський художній фільм 1973 року, знятий на кіностудії «Мосфільм».

## Сюжет
1920-ті роки. Кореспондент приїжджає в село, де скоєно замах на молодого сількора, і переконується в тому, що це справа рук банди підкуркульників, очолюваних заступником голови сільради Маврою…

## У ролях
- Юрій Шликов — Василь Никифорович Петруничев
- Нонна Мордюкова — Мавра Григорівна
- Володимир Тихонов — Дмитро Дягілєв, кореспондент
- Раїса Рязанова — Ліза Прохорова
- Ігор Класс — Прохор Зенькин
- Віктор Шульгін — Микола Струков
- Леонід Іудов — Єгор Кузьмич Профкін
- Ірина Мурзаєва — Фьокла Мінична
- Надія Кулагіна — Агрипіна
- Микола Вікулін — Федька
- Володимир Акімов — слідчий
- Віктор Маркін — медексперт
- Георгій Сітко — Волков
- Віталій Кисельов — сторож
- Паулі Рінне — Семен
- Геннадій Юхтін — Ілля Борисович

## Знімальна група
- Автори сценарію: Юрій Рогов, Володимир Сойкин
- Режисер: Олександр Сурин
- Оператор: Роман Веселер
- Художник:  Наталія Мєшкова
- Композитор Ілля Катаєв